# 萨默塞特县 (宾夕法尼亚州)
萨默塞特县（英語：Somerset County）是美国宾夕法尼亚州南部的一個縣，南界马里兰州。面積2,800平方公里。根據2020年美國人口普查，共有人口74,129人。縣治薩默塞特。
该县于1795年4月17日从貝德福縣的一部分创建，并以英格兰的薩默塞特郡命名。
萨默塞特郡包括宾夕法尼亚州萨默塞特小城市统计区，该统计区包含在宾夕法尼亚州约翰斯敦–萨默塞特联合统计区中。
该县以联合航空93号航班的坠毁地点而闻名，该航班是参与911袭击事件的四个航班之一，该航班的乘客与基地组织劫机者争夺飞机控制权后坠毁在尚克斯维尔村附近，那些恐怖分子打算飞入美國國會大廈或白宮。
萨默塞特县阿米什社区是世界上现存第二古老的阿米什社区，成立于1772年。它位于县南部梅耶斯代尔和斯普林斯附近。

## 历史

### 创立
宾夕法尼亚西南部最初是一个叫做坎伯兰县的广阔区域。随着人口的增加，该地区被分成更小的县。贝德福德县于1771年由坎伯兰郡的一部分组成，被称为“旧贝德福德县”，包括现在的20个较小的县。1773年，贝德福德县的一部分被分割成威斯特摩兰县。1787年，贝德福德县一分为二，北部成为亨廷顿县，而南部仍然是较小的贝德福德县。萨默塞特郡于1795年4月17日从贝德福德郡西部分离出来，新郡名取自英格兰的萨默塞特郡。1804年，萨默塞特县的北半部被拆分为坎布里亚县. 自1804年以来，萨默塞特郡没有进一步拆分。

### 殖民时代
1753年末，就在法印战争爆发之前，乔治华盛顿在一次侦察探险中经过了萨默塞特郡地区。几年后，福布斯路穿过萨默塞特县。这段从卡莱尔到现在的匹兹堡的 200 英里延伸段是约翰·福布斯准将在1758 年英国远征军夺取法国杜肯堡时创建的。福布斯路是穿越荒野以建立来自东方的补给线的两条重要的西部陆路之一。后来成为先驱者前往俄亥俄州的主要路线.
毛皮猎人和猎人首先留在该地区。在现在的萨默塞特县，最早的永久性白人定居点是一个被称为火鸡脚的地区。“泽西定居点”的人们大约在1770年从新泽西州的埃塞克斯县和莫里斯县移民。

### 联合航空93号班机
萨默塞特县在2001年引起了全世界的关注，当时一架被劫持的联合航空公司93号航班在9月11日袭击事件中坠毁在尚克斯维尔镇附近的Stonycreek镇。据美国全国广播公司(NBC)的《今日秀》报道，第一份确认的飞机坠毁报告来自萨默塞特县机场。这次劫机最有可能的目标是在华盛顿特区的美国国会大厦，93号航班的驾驶舱录音机显示，机组人员和乘客在通过电话得知11、77和175号航班当天早上坠毁在建筑物中后，试图从劫机者手中夺取飞机的控制权。一旦乘客明显可能获得控制权，劫机者就会翻滚飞机并故意坠毁。他们的行为受到尊重，坠机现场是乘客和机组人员的最后安息地，现在作为93号航班国家纪念馆的一部分受到国家公园系统的保护。另见美国海军军舰USS Somerset，为纪念93号航班的悲剧而命名。
2002年7月，萨默塞特县再次成为世界新闻，九名煤矿工人在经过多日的激烈斗争后从Quecreek矿井数百英尺的地下获救。

## 地理
根据美国人口普查局的数据，该县总面积为1,081平方英里（2,800平方公里），其中1,074平方英里（2,780平方公里）为陆地，6.6平方英里（17平方公里）（0.6%）为水域。萨默塞特县是宾夕法尼亚州最南端的县之一，沿其笔直的南部边缘。该县毗邻马里兰州的加勒特縣和亞利加尼縣，以及宾夕法尼亚州的費耶特郡、威斯特摩蘭郡、坎布里亞郡和貝德福郡。

### 气候
萨默塞特县和加勒特县是美国降雪最多的居住地之一，该县海拔最高的地区每年冬天平均降雪量超过150英寸。该县的海拔和与五大湖和大西洋的大致接近度导致从10月底到4月初的Nor'easters和湖泊效应上坡降雪事件导致降雪。除了7月外，萨默塞特县每个月都记录到下雪，尽管当地传说在1816年“没有夏天的一年”甚至7月也下雪（该气候异常事件可能由喀拉喀托火山爆发事件导致，该火山在1815年爆发，是近现代历史上规模最大的火山爆发事件）。摩星岭是宾夕法尼亚州的最高自然点，海拔979米（3,213英尺），位于该县南部。

### 邻近县
- 坎布里亚县（北部）
- 贝德福德县（东部）
- 马里兰州阿勒格尼县（东南）
- 马里兰州加勒特县（西南）
- 费耶特县（西部）
- 威斯特摩兰县（西北部）

### 国家保护区
- 93号航班国家纪念碑

### 州立公园
- 库瑟州立公园
- 月桂山州立公园
- 月桂树岭州立公园

## 人口
| 调查年                                                                | 人口   | 备注 | %±    |
| --------------------------------------------------------------------- | ------ | ---- | ----- |
| 1800                                                                  | 10,188 |      | —     |
| 1810                                                                  | 11,284 |      | 10.8% |
| 1820                                                                  | 13,974 |      | 23.8% |
| 1830                                                                  | 17,762 |      | 27.1% |
| 1840                                                                  | 19,650 |      | 10.6% |
| 1850                                                                  | 24,416 |      | 24.3% |
| 1860                                                                  | 26,778 |      | 9.7%  |
| 1870                                                                  | 28,226 |      | 5.4%  |
| 1880                                                                  | 33,110 |      | 17.3% |
| 1890                                                                  | 37,317 |      | 12.7% |
| 1900                                                                  | 49,461 |      | 32.5% |
| 1910                                                                  | 67,717 |      | 36.9% |
| 1920                                                                  | 82,112 |      | 21.3% |
| 1930                                                                  | 80,764 |      | −1.6% |
| 1940                                                                  | 84,957 |      | 5.2%  |
| 1950                                                                  | 81,813 |      | −3.7% |
| 1960                                                                  | 77,450 |      | −5.3% |
| 1970                                                                  | 76,037 |      | −1.8% |
| 1980                                                                  | 81,243 |      | 6.8%  |
| 1990                                                                  | 78,218 |      | −3.7% |
| 2000                                                                  | 80,023 |      | 2.3%  |
| 2010                                                                  | 77,742 |      | −2.9% |
| 2020                                                                  | 74,129 |      | −4.6% |
| U.S. Decennial Census 1790–19601900–1990 1990–20002010–2017 2010-2020 |        |      |       |

### 2020年人口普查
| 种族                        | 人口数 | 占比  |
| --------------------------- | ------ | ----- |
| 白人 (非拉丁裔)             | 69,044 | 93.1% |
| 非裔美国人 (非拉丁裔)       | 1,863  | 2.51% |
| 美洲原住民 (非拉丁裔)       | 50     | 0.1%  |
| 亚裔美国人 (非拉丁裔)       | 194    | 0.26% |
| 太平洋岛屿原住民 (非拉丁裔) | 7      | 0.01% |
| 混血/多种族身份 (非拉丁裔)  | 1,934  | 2.61% |
| 拉丁裔美国人                | 1,037  | 1.4%  |

## 大都会统计区

宾夕法尼亚州约翰斯敦-萨默塞特联合统计区(CSA)地图，由以下部分组成:
宾夕法尼亚州约翰斯敦大都会统计区
宾夕法尼亚州萨默塞特大都市统计区

美国管理和预算办公室已将萨默塞特县指定为宾夕法尼亚州萨默塞特小城市统计区(µSA)。根据2010年美国人口普查，该小都市区在宾夕法尼亚州人口最多的地区排名第 7，在美国人口最多的地区排名第77，人口为77,742。萨默塞特县也是宾夕法尼亚州约翰斯敦-萨默塞特联合统计区(CSA)的一部分，该统计区结合了萨默塞特县和坎布里亚县地区的人口。综合统计区在宾夕法尼亚州排名第10位，人口第130位在美国，人口为221,421。

## 社区

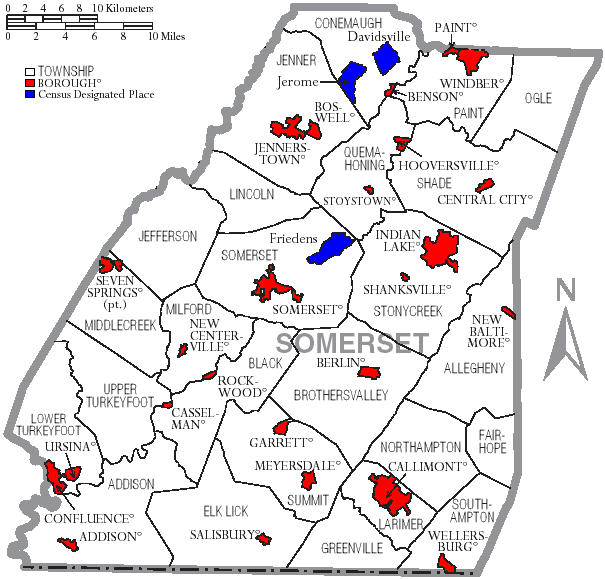
宾夕法尼亚州萨默塞特郡地图，带有显示自治市镇（红色）、乡镇（白色）和人口普查指定地点（蓝色）的市政标签。

根据宾夕法尼亚州的法律，有四种类型的自治市：城市、自治市镇、乡镇，以及最多两种情况下的镇。

## 近年重大事件
- 九一一襲擊事件中被試圖撞向美國國會或者白宮的聯合航空公司93次航班最終在該縣的尚克斯維爾鎮墜毀。
- 2002年發生的煤礦意外引起國際關注。
- 2004年揭露虐囚門事件的士兵來自本縣。

1. 1 2  "Sources and detailed information" （页面存档备份，存于）, National Park Service website
2. ↑  Espenshade, A. Howry. . State College, PA: Pennsylvania State College. 1925: 52.
3. ↑  . MapGeeks.org.   [2016-10-23]. （原始内容存档于2018-03-28） （美国英语）.
4. ↑  . George Washington's Mount Vernon.   [2016-10-23]. （原始内容存档于2023-06-10）.
5. ↑  . explorepahistory.com. （原始内容存档于2015-08-21）.
6. ↑  . www.pagenweb.org.   [2016-10-23].
7. ↑  9/11/01:The Today Show
8. ↑  . United States Census Bureau. August 22, 2012  [March 10, 2015]. （原始内容存档于2015-09-04）.
9. ↑  . garrettcountyweather.com.   [2018-02-26]. （原始内容存档于February 26, 2018） （美国英语）.
10. ↑  . United States Census Bureau.   [March 10, 2015]. （原始内容存档于2015-04-26）.
11. ↑  . University of Virginia Library.   [March 10, 2015]. （原始内容存档于2012-08-11）.
12. ↑  Forstall, Richard L. (编). . United States Census Bureau. March 24, 1995  [March 10, 2015]. （原始内容存档于2015-03-20）.
13. ↑   (PDF). United States Census Bureau. April 2, 2001  [March 10, 2015]. （原始内容存档 (PDF)于2022-10-09）.
14. ↑  . United States Census Bureau.   [November 22, 2013]. （原始内容存档于August 11, 2011）.
15. ↑  .   [2023-03-01]. （原始内容存档于2021-05-08）.
16. ↑  .   [2023-03-01]. （原始内容存档于2023-07-05）.
17. ↑  . The White House.   [2018-11-29]. （原始内容存档于2018-04-29） （美国英语）.
18. ↑  Bureau, US Census. . www.census.gov.   [2018-11-29]. （原始内容存档于2017-05-22） （美国英语）.